# Beco do Rosário
Beco do Rosário é um romance gráfico escrito e desenhado por Ana Luiza Koehler. O livro se passa na Porto Alegre da década de 1920 e conta a história de Vitória, uma jovem moradora do Beco do Rosário (atual avenida Otávio Rocha) que sonha em ser jornalista. A trama é desenvolvida em paralelo com as mudanças urbanísticas que foram implementadas na região àquela época. Utilizando técnicas de desenho com bico de pena e aquarela, a graphic novel foi desenvolvida durante dois anos, em paralelo com a dissertação de Mestrado em Arquitetura da UFRGS da autora, cujo tema era exatamente as questões urbanísticas na região do Beco do Rosário. A obra ganhou o Troféu HQ Mix de 2016 como melhor publicação independente de autor.

## Exposição
Em 21 de novembro de 2015, foi realizada na Galeria Hipotética a "Exposição Beco do Rosário", que, além do lançamento e sessão e autógrafos da graphic novel, exibiu páginas originais da obra, esboços, estudos de cenário e de personagem, além de reproduções de fotos e artigos de jornais e revistas da época em que se passa a história. A exposição foi exibida até 23 de janeiro de 2016 e ganhou o Troféu HQ Mix de melhor exposição.